# Unruhige Nacht (Buch)
Unruhige Nacht ist eine Erzählung über eine Episode aus dem Zweiten Weltkrieg des deutschen Schriftstellers Albrecht Goes, die er 1949 niederschrieb und 1950 im Friedrich Wittig Verlag veröffentlichte. Der auch als Kriegsnovelle bezeichnete Text wurde zweimal verfilmt und bis 1958 in zwölf Sprachen übersetzt.

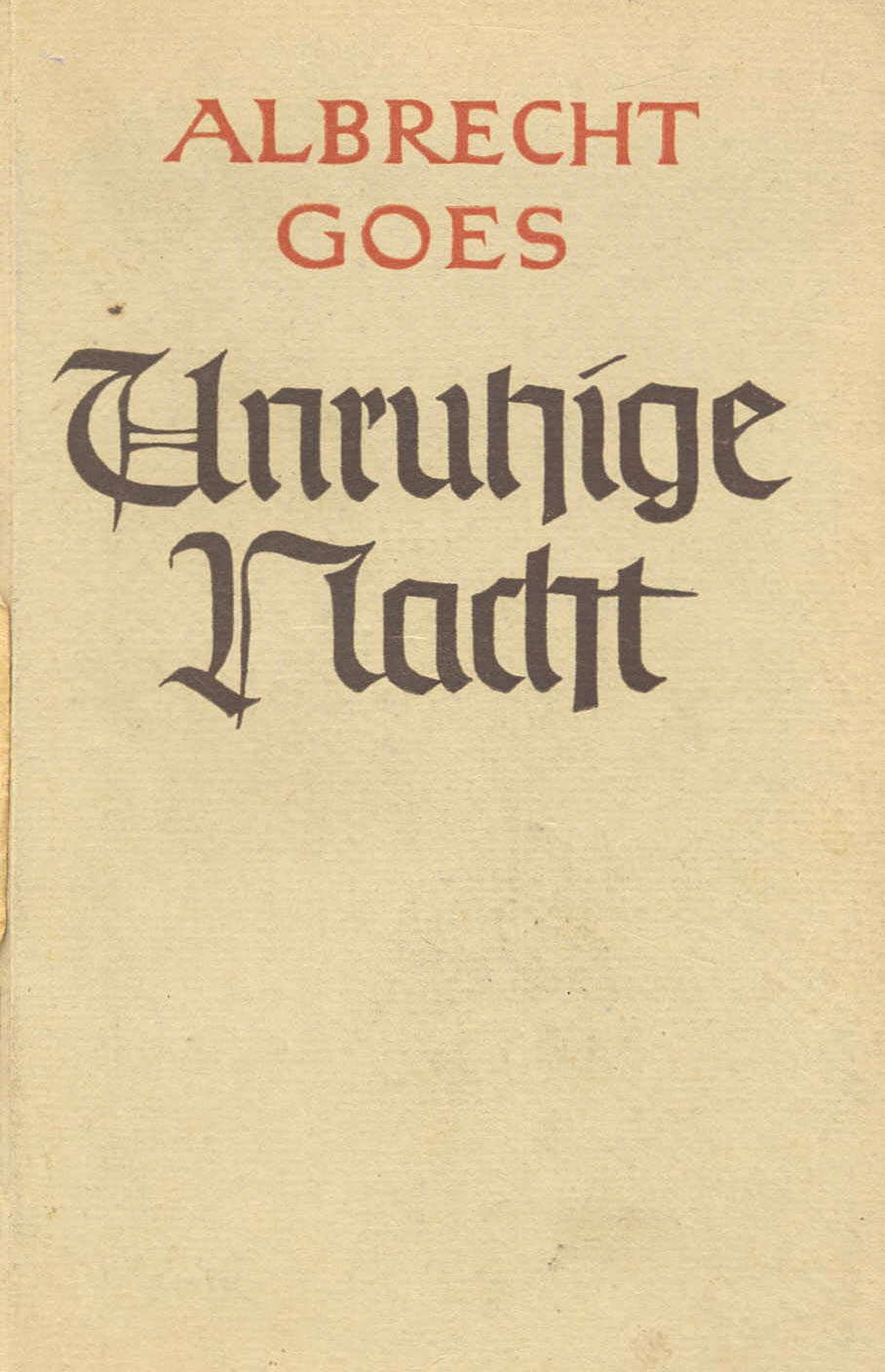
Schlichter Buchdeckel zur Erzählung Unruhige Nacht aus dem Friedrich-Wittig-Verlag, Hamburg (1950)

## Biographischer Hintergrund
Goes beteiligte sich als evangelischer Pfarrer und Wehrmachtssoldat am Russlandfeldzug des Zweiten Weltkriegs. Als Kriegspfarrer musste er an fünf Exekutionen deutscher Soldaten teilnehmen. Von Gewissensbissen gepeinigt, „entlud [er] im Jahre 1949 seine Seelenqual in einer knappen Novelle“.

## Inhalt
Unruhige Nacht schildert die Ereignisse eines Abends und einer Nacht in dem von den Deutschen besetzten Proskurow (Ukraine) im Oktober 1942. Der Ich-Erzähler wird hier als evangelischer Kriegspfarrer der Wehrmacht von seinem Lazarettstandort Winniza nach Proskurow gerufen, um den deutschen Soldaten Baranowski auf seine Hinrichtung vorzubereiten, die ihn in den frühen Morgenstunden ereilen sollte. Baranowski war wegen Fahnenflucht kriegsgerichtlich zum Tode verurteilt worden. In den Begegnungen mit verschiedenen Wehrmachtsangehörigen und im Gespräch mit dem Häftling reflektiert der Ich-Erzähler und damit der Autor die moralischen Implikationen des Zweiten Weltkriegs. Zugleich erhält der Leser Einblicke in die Doppelrolle eines Militärgeistlichen, der einen zum Tode Verurteilten bis zur letzten Minute begleitet. Damit ist der Geistliche einerseits Seelsorger, spendet Trost und bereitet jemanden im Auftrag Gottes auf das ewige Leben vor. Gleichzeitig ist er Teil des militärischen Systems, handelt im Auftrag seiner Wehrmachtsvorgesetzten und darf die Rechtmäßigkeit der Verurteilung und der Erschießung nicht in Frage stellen. Die Reflexionen des Ich-Erzählers spiegeln diese Zerrissenheit wider und implizieren, dass man 1942 von den Verbrechen des NS-Regimes einschließlich der Judenverfolgung Kenntnis haben und sich nach dem Krieg nicht als unwissend herausreden konnte: „Und wenn wir je doch übrigbleiben sollten, dann wird man uns fragen: was habt ihr getan? Und dann werden wir alle daherkommen und sagen: wir, wir tragen keine Verantwortung, wir haben nur getan, was uns befohlen wurde. Ich sehe es schon im Geist, Herr Bruder, das ganze Heer der Beteuerer, die Händewäscher der Unschuld.“

## Rezeption
Der anonyme Autor eines SPIEGEL-Artikels stellte 1958 fest: „Den 80 Druckseiten wurde ein ungewöhnliches internationales Echo zuteil.“ Carl Zuckmayer soll bei der Lektüre äußerst ergriffen gewesen sein. Der englische Literaturkritiker Harold Nicolson begrüßte im Londoner Observer die Erzählung als eine „nützliche Illustration für den Leser, der sich um das Verständnis der Mentalität des anständigen Deutschen bemüht“.

## Ausgaben (Auswahl)
- Unruhige Nacht. Hamburg: Friedrich Wittig Verlag, 1950. (Erstausgabe)
- Unruhige Nacht. Stuttgart: Reclam, 1988. (mehrere Auflagen)
- Unruhige Nacht. Mit Nachwort des Autors. Kiel: Friedrich Wittig Verlag, 1995.

## Adaptionen
- Unruhige Nacht (1955), bundesdeutscher Fernsehfilm von Franz Peter Wirth
- Unruhige Nacht (1958), bundesdeutscher Kriegsfilm von Falk Harnack
- Unruhige Nacht. Hörbuch, gelesen vom Autor, SAGA Egmont 2018.